# Vasile Mălinescu
Vasile Mălinescu (n. 1817, Valea Seacă, Ducatul Bucovinei, Imperiul Austriac – d. 1866) a fost un om politic și publicist român.

## Biografie
A fost unul dintre conducătorii „Asociației patriotice” (1846), participant la Revoluția de la 1848 din Franța, unul dintre apropiații lui Nicolae Bălcescu în anii exilului. A făcut parte ca membru în Adunarea Ad-hoc a Moldovei (1857) în care a cerut împroprietărirea clăcașilor.
Vasile Mălinescu și Dimitrie Bolintineanu se duelează la Paris, în 1850, pe motiv că. Bolintineanu ar fi deconspirat un angajament secret.
A editat, împreună cu Mihail Kogălniceanu și N. Ionescu, ziarul unionist „Steaua Dunării” (1857-1860).